# إدي أوهارا
إدي أوهارا (بالإنجليزية: Eddie O'Hara)‏ (28 أكتوبر 1935 بغلاسكو في المملكة المتحدة - 1 أكتوبر 2016) هو مدرب كرة قدم ولاعب كرة قدم بريطاني في مركز جناح ‏. شارك مع منتخب اسكتلندا تحت 21 سنة لكرة القدم. أما مع النوادي، فقد لعب مع نادي إيفرتون ونادي بارنسلي ونادي روذرهام يونايتد ونادي فالكيرك ونادي غرينوك مورتون.

## وصلات خارجية
- إدي أوهارا على موقع قاعدة بيانات كرة القدم.إي يو (الإنجليزية)